# Masabumi Hosono
Masabumi Hosono (15 de octubre de 1870, Hokura, prefectura de Niigata, Japón - 14 de marzo de 1939, Tokio, Japón) fue un funcionario japonés y el único japonés a bordo del Titanic en su viaje inaugural, a cuyo desastroso hundimiento en la madrugada del 14 al 15 de abril de 1912 sobrevivió. Condenado al ostracismo por el público, la prensa y el gobierno japonés por su decisión de salvarse y no perecer con el buque. Es el abuelo de Haruomi Hosono, miembro principal de la banda japonesa Yellow Magic Orchestra.

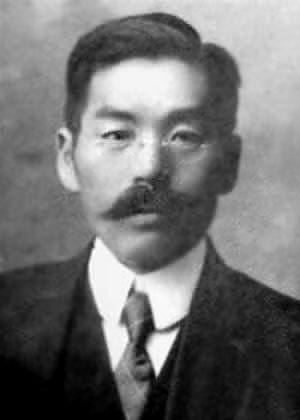
Masabumi Hosono, en 1912.

## Vida
Hosono nació en el pueblo de Hokura, prefectura de Niigata en 1870. En 1896, se graduó en la Escuela Comercial Superior de Tokio (actual Universidad de Hitotsubashi) y empezó a trabajar en Mitsubishi Joint Stock Company. En 1897, dejó la empresa para trabajar como empleado de carga en la terminal de carga de Shiodome en Tokio. En 1906, completó un curso de ruso en la Escuela de Idiomas de Tokio (actual Universidad de Estudios Extranjeros de Tokio) y se convirtió en gerente de la división de Contabilidad e Investigación de la Oficina del Ferrocarril Imperial al año siguiente. En 1908, se convirtió en director de ferrocarriles.
En 1910, Hosono, que trabajaba en el Ministerio de Transporte, fue enviado a Rusia para investigar el sistema ferroviario estatal ruso. Su viaje de regreso lo llevó primero a Londres, donde permaneció un breve tiempo, y después a Southampton, donde abordó el Titanic el 10 de abril de 1912, como pasajero de segunda clase.

## Titanic
En la noche del naufragio, fue despertado por un mayordomo; sin embargo, al intentar acceder a la cubierta superior, fue bloqueado por un tripulante, que lo creyó un pasajero de tercera clase. Una vez aclarado el malentendido, Hosono llegó junto a los botes salvavidas cuando se estaban lanzando bengalas de emergencia, lo que le alarmó mucho. Hosono vio el descenso de cuatro botes, "sumido en la desolación del pensamiento de que ya no podría ver a mi amada esposa e hijos, ya que no habría otra alternativa para mí que compartir el mismo destino que el Titanic".
Mientras el número de botes disminuía rápidamente, "traté de prepararme para el último momento sin agitación, decidiendo no dejar nada vergonzoso como sujeto japonés. Pero aun así me encontré buscando y esperando cualquier posibilidad de supervivencia". Mientras se cargaba el bote nº 10, oyó a un oficial gritar: "Espacio para dos más" y un hombre saltó a bordo. Hosono lo vio y, como declaró más tarde, "el ejemplo del primer hombre que dio un salto me llevó a tomar esta última oportunidad". Subió y "Afortunadamente los oficiales a cargo estaban ocupados con otras cosas y no me prestaron mucha atención. Además, estaba oscuro, por lo que no habrían visto si era hombre o mujer". Escuchó desde el bote los gritos de los que permanecían aún a bordo, cuatro grandes explosiones al romperse la gran estructura y cuando el barco se hundió: "volvieron de nuevo los espantosos chillidos y gritos de los que se estaban ahogando en el agua. Nuestro bote estaba lleno de mujeres y niños que sollozaban y lloraban preocupados por la seguridad de sus maridos y padres. Y yo también estaba tan deprimido y miserable como ellos, sin saber que sería de mí a largo plazo".
Una vez a bordo del Carpathia, hubo de afrontar las bromas de los marineros. En el bolsillo de su abrigo llevaba papelería con el membrete del Titanic y escribió una carta a su esposa en inglés y un relato en japonés de su experiencia sobre un periódico, único documento de este tipo conservado.

## Regreso a Japón
La historia de Hosono atrajo poca atención. Fue a las oficinas de Mitsui en Nueva York para pedir ayuda a sus amigos para volver a casa. Desde allí viajó a San Francisco para tomar un barco a Japón. Un periódico local supo de su historia y lo apodó "Lucky Japanese Boy" (El afortunado chico japonés). De regreso en Tokio, fue entrevistado por varias revistas y periódicos, incluido el Yomiuri Shimbun que incluyó una fotografía de él con su familia.
Según un artículo de 1997 publicado a raíz de la exitosa película Titanic, Hosono pronto se encontró condenado públicamente. En Estados Unidos, Archibald Gracie lo describió como un "polizón chino" en el relato que publicó con gran éxito sobre el naufragio, mientras el marinero a cargo del bote, Edward Buley, dijo en la investigación oficial que Hosono y el otro hombre debían haberse disfrazado de mujer para colarse a bordo. Una falsa acusación que perseguiría a otros supervivientes varones, y no llegó a publicarse en Japón.
Perdió su empleo y fue condenado como cobarde por la prensa japonesa. Los estudiosos occidentales posteriores especularon que Hosono cayó en el ostracismo porque "había traicionado el espíritu samurai de abnegación". Margaret D. Mehl, sin embargo, lo atribuye a la percepción de que había avergonzado a Japón ante el mundo. El protocolo "mujeres y niños primero" no forma parte del protocolo samurai sino que había llegado a Japón a partir de 1868 con la introducción de los valores occidentales en el país. Mehl comenta que "El hecho de que Hosono no actuara como las naciones anglosajonas evidentemente esperaban que sus hombres actuaran causó vergüenza en Japón, pero más por la aceptación japonesa de los valores occidentales que por sus propias tradiciones".
En 1939 el Ministerio volvió a darle empleo al considerarle persona valiosa, ese mismo año falleció y el honor de su familia no fue restablecido hasta el día en que su familia entregó la carta a su esposa de manera pública a los medios de comunicación durante el éxito de la película Titanic de James Cameron a finales de los años 1990.